# フロリアン・ミュラー (1986年生のサッカー選手)
フロリアン・ミュラー（Florian Müller 、1986年12月30日 - ）は、ドイツ・ブランデンブルク州アイゼンヒュッテンシュタット出身の元プロサッカー選手。現役時のポジションは、ミッドフィールダー。

## 経歴
2001年、15歳で1.FCウニオン・ベルリンの下部組織に入団。2004年にトップ昇格。ここでのプレーぶりがスカウトの目にとまり、2005年にバイエルン・ミュンヘンに移籍。同年設立されたフリッツ・ヴァルター・メダル初代受賞者に選ばれた。

## 代表歴
UEFA U-19欧州選手権2005に参加した。